# Thomas Flanagan

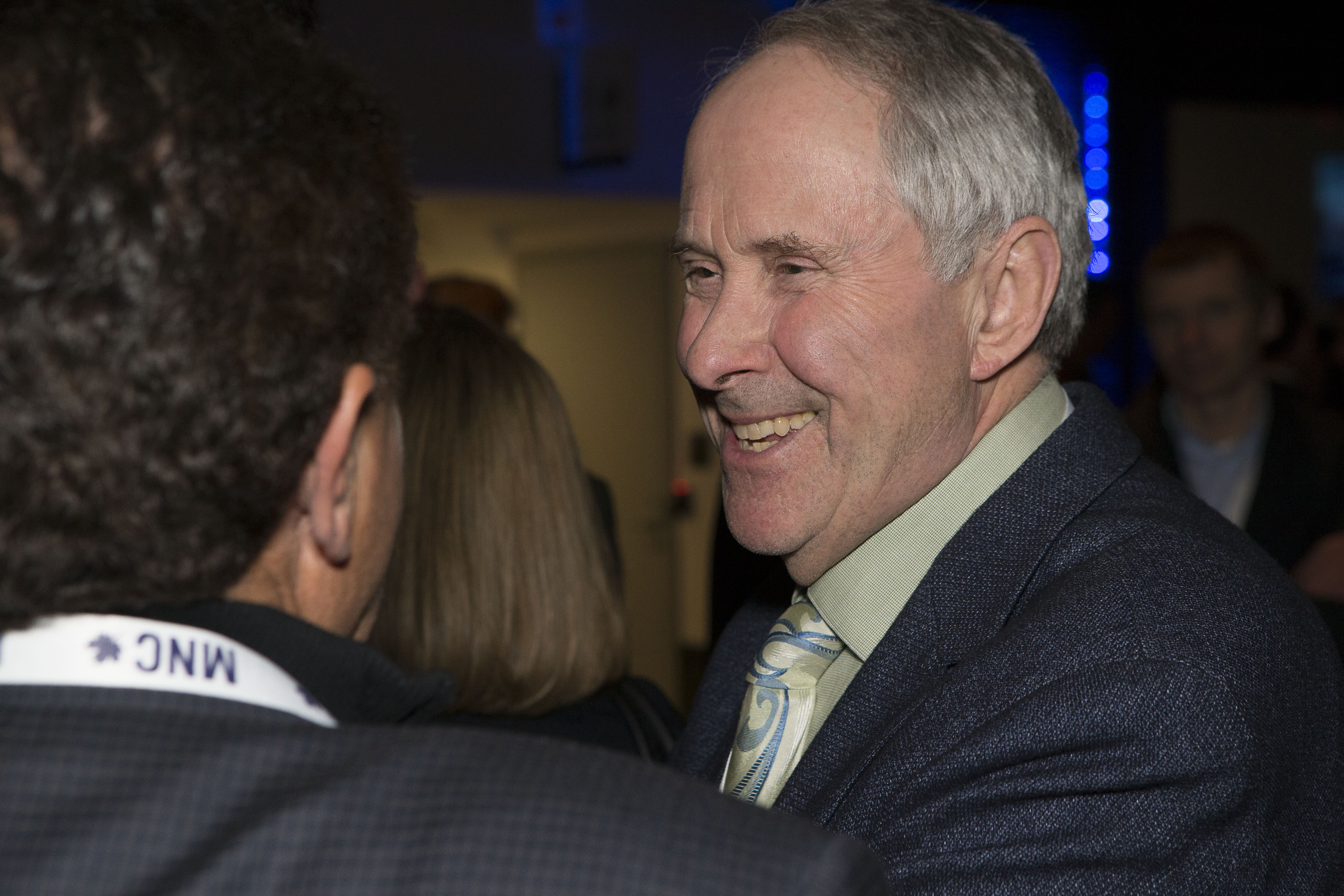
Thomas Flanagan (2014)

Thomas Eugene Flanagan (* 5. März 1944 in Ottawa, Illinois) ist ein US-amerikanischer Politikwissenschaftler an der University of Calgary.

## Leben
Flanagan studierte an der University of Notre Dame und erhielt dort seinen Bachelor of Arts. Danach setzte er sein Studium an der Duke University fort, wo er seinen Master of Arts und später seinen Ph.D errang.
Tom Flanagan war der Leiter des Beraterstabes des kanadischen Premierministers Stephen Harper.
Am 30. November 2010 schlug Flanagan in einem Interview mit CBC News ein Attentat auf
Julian Assange, einen Sprecher der Internetplattform WikiLeaks vor, und regte den Einsatz einer Drohne an. Kurz darauf bedauerte er seine Äußerung als „unbedacht“.